# Kamaka
Kamaka es una isla en el archipiélago de las Islas Gambier que pertenece a la Polinesia Francesa a 11,7 km al sur de Mangareva en la misma laguna. Kamaka es de aproximadamente 1 km de longitud y tiene una anchura máxima de 700 m.
1,8 kilómetros hacia el Noroeste se eleva la isla estéril y escarpada de Makaroa y fuera de la costa noreste de Kamaka, se encuentra el pequeño islote Manui. Al igual que Taravai, Kamaka sólo tiene una población residual permanente, que en el caso de Kamaka es de 4 habitantes.